# Bruno Eisner

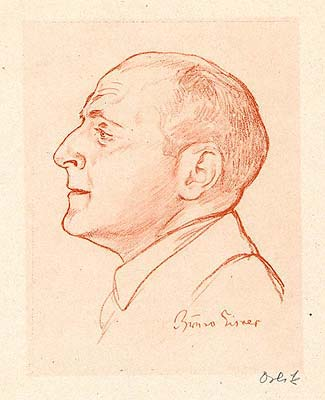
Bruno Eisner (Porträt von Emil Orlík um 1910)

Bruno Eisner (geboren 6. Dezember 1884 in Wien, Österreich-Ungarn; gestorben 26. August 1978 in New York) war ein österreichisch-amerikanischer Pianist und Musikpädagoge.

## Leben und Werk
Bruno Eisner erhielt seinen ersten Klavierunterricht mit acht Jahren. Seine Lehrer waren Julius Ander, Hans Schmitt und Robert Fischhof. Mit 16 Jahren trat er in die Akademie für Musik Wien ein. Hier studierte er neben dem Fach Klavier auch Kammermusik, Kontrapunkt und Musikgeschichte. Privat nahm er Unterricht in Harmonielehre bei Richard Pahlen. 1905 errang er beim Rubinstein-Concours in Paris den zweiten Preis. Unter den Teilnehmern dieses Wettbewerbs befanden sich auch Béla Bartók, Leonid Kreutzer, Joseph Schwarz, Otto Klemperer und Wilhelm Backhaus.
Sein erstes öffentliches Konzert gab er am 26. November 1903. 1906 gab er ein weiteres Recital in Wien und eines in Paris. Es folgten Konzerte in Hamburg und Berlin, in Italien und den Niederlanden. Er spielte unter namhaften Dirigenten wie Hermann Scherchen, Bruno Walter, Arthur Nikisch und Wilhelm Furtwängler. Er bot vor allen Dingen Werke der Romantik, aber auch neuere Werke unter anderem von Paul Dessau. Er führte zusammen mit Franz Joachim Osborn, Georg Bertram und Leonid Kreutzer das Bach-Vivaldi Konzert für vier Klaviere auf.
1910 zog er nach Berlin um und lebte dort bis zu seiner Emigration 1936. Von 1910 bis 1914 wirkte er als Klavierlehrer am Stern’schen Konservatorium. Er pendelte in dieser Zeit auch nach Hamburg und unterrichtete dort am Vogt’schen Konservatorium. Von 1930 bis 1933 unterrichtete Bruno Eisner an der Staatlichen akademischen Hochschule für Musik in Berlin als außerordentlicher Lehrer für  Klavierspiel.
Im April 1933 wurde Eisner von dieser Hochschule entlassen, zunächst in die Reichsmusikkammer integriert, als sogenannter „Volljude“ wieder ausgeschlossen und mit einem Berufsverbot belegt. Er siedelte im September 1936 mit einem Affidavit von seinem Freund Albert Einstein über Kuba in die Vereinigten Staaten über. Seine Frau folgte ihm ein Jahr später in die Emigration.
Neben seiner Konzerttätigkeit unterrichtete Bruno Eisner zunächst an mehreren Schulen in New York wie der Young Men’s Hebrew Association, dem New York College of Music, dem Second Street Settlement und an der Musikakademie in Philadelphia. 1944 wurden er und seine Frau Bürger der USA. Von 1952 an unterrichtete er für drei Jahre an der Indiana University und ab 1956 an der University of Colorado.